# Парадокс Алабамы
Парадо́кс Алаба́мы (англ. Alabama paradox) — первый обнаруженный парадокс пропорционального распределения (системы выборов). После переписи населения 1880 года главный клерк Бюро переписи населения США, вычисляя распределение мест в Конгрессе при изменении их количества от 275 до 350 обнаружил, что штат Алабама получает 8 мест из 299 и только 7 из 300. Вообще Алабамский парадокс относится к любому виду пропорционального распределения, где увеличение общего количества приводит к уменьшению одной из долей.
Упрощённый пример с четырьмя штатами и 323 местами, после Гамильтонского метода округления:
| Штат | Население | Доля    | Мест |
| ---- | --------- | ------- | ---- |
| A    | 5670      | 183,141 | 183  |
| B    | 3850      | 124,355 | 124  |
| C    | 420       | 13,566  | 14   |
| D    | 60        | 1,938   | 2    |

С 324 местами:
| Штат | Население | Доля    | Мест |
| ---- | --------- | ------- | ---- |
| A    | 5670      | 183,708 | 184  |
| B    | 3850      | 124,740 | 125  |
| C    | 420       | 13,608  | 13   |
| D    | 60        | 1,944   | 2    |

Доля штата С уменьшилась с 14 до 13.
Причина кроется в том, что при увеличении общего числа на долю более населённых («больших») штатов приходится больший прирост, чем для менее населённых («маленьких»). Большие штаты A и B получили увеличение своего числа мест на большую величину, чем маленький штат C. Таким образом, у маленького штата после округления по методу Гамильтона пропадает голос.